# Бартез де Марморьер, Гийом
Гийо́м Барте́з де Марморье́р (фр. Guillaume Barthez de Marmorières или Guillaume Barthès de Marmorières; 2 марта 1707, Нарбон — 11 января 1799, там же) — французский инженер, специалист по сельскому хозяйству и энциклопедист.

## Биография
Был инженером мостов и дорог провинции Лангедок, а также специалистом по животноводству. Член Королевского научного общества Монпелье с 1743 по 1772 годы. Автор двух статей на четыре страницы для «Энциклопедии» Дени Дидро и Жана Лерона д’Аламбера — «пчела и мёд» (фр. mouche-à-miel et miel) и «стада шерстеносных животных» (troupeaux des bête à laine). Во время Великой французской революции удалился в Нарбон и пытался вести уединённую жизнь.
Отец Антуана Бартез де Марморьера и Поль-Жозефа Бартеза.

## Сочинения
- Essai sur divers avantages que l’on pourrait retirer de la côte du Languedoc, relativement à la navigation et à l’agriculture (с фр. — «Эссе о различных преимуществах, которые можно извлечь из побережья Лангедока, относительно навигации и сельского хозяйства», Монпелье, без указания даты)
- Mémoires d’agriculture et de mécanique, avec les moyens de remédier aux abus du jaugeage des vaisseaux dans tous les ports du roi (с фр. — «Памятная записка о сельском хозяйстве и механике, с методами устранения злоупотреблений при определении вместимости судов во всех королевских портах», Париж, 1763)
- Traité des moyens de rendre la côte de la province de Languedoc plus florissante que jamais (с фр. — «Трактат о способах сделать побережье провинции Лангедок как никогда процветающим», Париж, 1786)

Также он автор двух памятных записок, включённых в состав сборника Mémoires de l’académie des sciences (с фр. — «Памятные записки академии наук»):
- Soufflets à chute d’eau (с фр. — «Водные мехи»)
- Soufflets de certaines forges (с фр. — «Мехи некоторых кузнечных горнов»)